# Hope Hicks

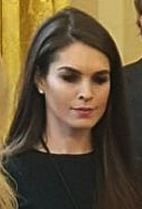
Hope Hicks

Hope Charlotte Hicks (Greenwich, Connecticut, 21 oktober 1988) is een Amerikaanse communicatie- en public-relationsadviseur. Zij diende als communicatieadviseur in het Witte Huis voor president Donald Trump.
Van januari tot september 2017 diende zij als directeur Strategische Communicatie van het Witte Huis, een voor haar gecreëerde functie. Daarvoor fungeerde zij zowel als de persvoorlichter en communicatiemanager voor Trumps presidentiële campagne in 2016, als nationale persvoorlichter voor zijn presidentiële transitieteam. Zij begon als medewerker van de Trump Organization en is Trumps langstzittende medewerker.
Hicks groeide op in Greenwich, een voorstad van New York, in het uiterste zuiden van de staat Connecticut. Ze bezocht de Greenwich High School, die ze afsloot in 2006. Ze was er co-captain van het lacrosse-team. Daarna ging ze naar Southern Methodist University in Dallas, waar ze in 2010 afstudeerde in de Engelse taal.

## Carrière
Hicks begon haar publicrelationswerk bij de Zeno Group in New York. In 2012 stapte ze over naar Hiltzik Strategies. Daar werkte ze voor de modelijn van klant Ivanka Trump, dochter van Donald Trump en al spoedig ook voor andere dochterondernemingen van Trump.
In augustus 2014 trad ze fulltime in dienst bij de Trump Organization. Hicks werkte voor Ivanka Trump in de Trump Tower en hielp met het uitbreiden van haar modelijn. Ook deed ze modellenwerk voor Ivanka Trumps webwinkel. Vijf maanden later, ze was toen 26 jaar, zette Donald Trump haar als potentiële kandidaat op zijn lijst voor de rol van persvoorlichter. Ze had nooit in de politiek gewerkt, noch vrijwilligerswerk in een campagne verricht. Na Trumps eerste zeges in de voorverkiezingen moest zij kiezen tussen blijven bij de Trump Organization dan wel fulltime werken voor de campagne. Aanvankelijk besloot ze de campagne te laten vallen, maar Trump haalde haar met succes over om aan te blijven als persvoorlichter.
Tijdens de campagne speelde ze de rol van "poortwachter" voor de persmensen die Trump wilden spreken. Zij besliste daarover en handelde dagelijks gemiddeld 250 aanvragen af. Ook dicteerde Trump haar concept-tweets, die zij doorzond naar een collega in de Trump Organization, die ze vervolgens verstuurde vanaf Trumps officiële Twitter-account.
Eenmaal terug in New York bracht ze dagenlang door in Trumps kantoor met het afhandelen van vragen van de pers en de verwerking van zijn tweets. De werklast van de campagne eiste van haar ook een tol: een breuk met haar vriend met wie zij zes jaar lang een relatie had gehad.
Eind december 2016 werd bekendgemaakt dat Hicks de pas gecreëerde functie van directeur Strategische Communicatie van het Witte Huis zou krijgen.
In reactie op een artikel in The Washington Post van mei 2017, waarin werd beweerd dat Trump de gewoonte had om medewerkers te kleineren, reageerde Hicks met de volgende verklaring:
"President Trump heeft een magnetische persoonlijkheid en verspreidt positieve energie, die besmettelijk is voor degenen die bij hem in de buurt werken. Hij heeft een ongeëvenaarde gave om met andere mensen te communiceren ... Hij heeft zijn leven lang geweldige relaties opgebouwd en behandelt iedereen met respect. Hij is briljant met een groot gevoel voor humor ... en een verbazingwekkend vermogen om mensen zichzelf bijzonder te laten voelen en de ambitie te bezorgen om meer te zijn dan ze zelf voor mogelijk hielden."
De verklaring werd belachelijk gemaakt door enkele media, waaronder de Washington Post. Callum Borchers schreef dat haar getuigenis niet zozeer onjuist was, als wel "een miskenning van de hoeksteen van Trumps totale politieke optreden".
Hope werd op 16 augustus 2017 benoemd tot interim-directeur Communicatie van het Witte Huis. Haar voorganger was Anthony Scaramucci, die al na anderhalve week werd ontslagen op voorstel van stafchef John Kelly. Een maand later werd haar functie van interim naar permanent opgewaardeerd. Op 27 februari 2018 legde Hicks een negen uren durende getuigenis af in een besloten zitting van de Inlichtingencommissie van het Huis van Afgevaardigden. Naar verluidt erkende ze dat ze tijdens haar werk als directeur Communicatie soms leugentjes om bestwil moest vertellen, maar weigerde zij vragen te beantwoorden over haar ambtsperiode in het Witte Huis. Een dag later bevestigde het Witte Huis tegenover de New York Times dat Hicks aftrad.
Twee jaar later keerde Hicks terug naar het Witte Huis. Zij werd in maart 2020 benoemd tot assistent van Jared Kushner en adviseur van Donald Trump. Op 1 juni 2020 waren er bij het Witte Huis massale protesten wegens de dood van George Floyd. Hicks adviseerde president Trump om de straat over te steken naar St. John's Episcopal Church om daar een foto te maken. De politie gebruikte traangas tegen de geweldloze demonstranten om de weg vrij te maken voor de president.

### Besmetting van president Trump met corona
Op 2 oktober 2020 testte Hicks positief op het coronavirus. Op dezelfde dag werden de president Trump en first lady Melania Trump getest omdat ze meerdere keren nauw contact met Hicks hadden, waaronder in de presidentiële helikopter. Zowel Trump als zijn vrouw werden positief bevonden op het coronavirus en gingen in quarantaine.

## Privé
Hicks en haar zus woonden in Greenwich, Connecticut, maar zij verdeelde haar tijd tussen een appartement daar en een appartement in Manhattan. Nadat Trump was gekozen, verhuisde zij naar Washington.
Begin februari 2018 werd bekend dat Hicks een verhouding had met de stafsecretaris van het Witte Huis, Rob Porter, die na lang toedekken door stafchef John Kelly ontslag nam na aanklachten van twee ex-vrouwen wegens het plegen van huiselijk geweld. Kort na het opstappen van Porter beëindigde Hicks haar verhouding met hem. Eerder had zij een verhouding met Trumps campagneleider Corey Lewandowsky, die toen gehuwd was.
- Virtual International Authority File: 28152329232902672549